# Llatí clàssic
El llatí clàssic és l'estàndard literari, desenvolupat al final de la República Romana i principi de l'Imperi, de la llengua llatina, una llengua indoeuropea parlada en l'antiguitat a Roma i als territoris del seu Imperi, així com a l'alta edat mitjana als països de la Romània, fins al moment en què es produí el pas del llatí a les respectives llengües romàniques. Durant el Renaixement va ser la llengua emprada pels humanistes. És originari de la regió del Laci i procedia de l'indoeuropeu, per bé que va passar per diversos estadis intermedis abans d'arribar a la seua forma clàssica.
Els escriptors llatins, i especialment Ciceró, sotmeteren la llengua a un procés tenaç d'elaboració literària. La creació del llatí clàssic o literari en va ser el resultat. L'afany de puritat i el rigor de les mateixes normes fan del llatí clàssic una llengua neta, severa i concisa. Es vann incorporar nombrosos manlleus del grec, idioma considerat model de cultura.